# 項昌權
項昌權（1903年—2000年），男，浙江樂清人，臺灣政治人物。

## 生平
青年時期留學海外，法國巴黎大學市政學院畢業。

歸國後曾任國民政府上海市參議會秘書長。

1950年11月以台灣省政府民政廳副廳長身分兼代理台北市長，1951年2月1日卸任。後任國立政治大學政治學系教授，為政大在台復校總務長，創設政大實小。

## 家庭
育有三子两女，其中项武忠為國際知名數學家。台灣大學數學系畢業後，留學美國普林斯頓大學獲博士學位後留校任教，妻子郭譽珮為法律博士；

次子项武义也是數學家，也是美國普林斯頓大學數學博士，妻子謝婉貞是賓夕法尼亞大學生化博士；

三子项武德为宾夕法尼亚大学数学博士，曾任教于雪城大学数学系，妻子玛琦（Marjory Baruch）亦为宾夕法尼亚大学数学博士，并同样在雪城大学任教；

長女項文英為卓克索大學碩士，丈夫萬宗榮是耶魯大學化學博士；

次女項文玲為柏克萊大學碩士，丈夫牛巽健是柏克萊大學數學博士。
項昌權故居，已被樂清市列為歷史建築。